# 郭李建夫
郭李 建夫（クォリー・チェンフー、1969年3月24日 - ）は、台湾（中華民国）の桃園市平鎮区客家出身の元プロ野球選手（投手、右投右打）、野球指導者。
NPBでは「かくり たてお」の読みで登録名としていた。

## 経歴
台湾の俊国ベアーズでプレーしていた1992年シーズン途中にバルセロナオリンピックのチャイニーズタイペイ代表に選出された。準決勝の日本戦に投げ勝ち、銀メダル獲得に貢献。
1993年、親日家の父の影響もあり日本のプロ野球でプレーすることを望み、熾烈な争奪戦の結果阪神タイガースに入団。プロの実績がなくアマチュア選手に近い存在だったので、日本人の新人と同じような扱いで「年俸は低く抑えられるが成績不振でもしばらくは解雇されない」という条項が盛り込まれた。
同年はフレッシュオールスターゲームに出場した。7月26日のヤクルトスワローズ戦にて飯田哲也の放った強烈なピッチャーライナーが睾丸を直撃し、マウンド上で悶絶。その後患部がソフトボール大にまで腫れ上がり、7月29日に登録抹消された。この試合は巨人戦以外のナイターとしては珍しく民放で全国中継されており、その後もこの場面は珍プレーのネタとして頻繁に放送されていた。
入団当時、1軍登録できる外国人選手は2人までという規定があり、1軍の主力であり戦力として欠かせなかったジム・パチョレック、トーマス・オマリー両外国人選手との併用に首脳陣は頭を悩ませていた。そのためマスコミは当時世間の話題だった国連平和維持活動（PKO）をもじり、パチョレック・郭李・オマリーの頭文字を取って「（阪神）PKO問題」と報じていたことがある。初年度から本人は先発投手一本での起用を希望していたが、他の外国人選手との併用問題やチーム事情により先発・中継ぎ・抑えと便利屋のような扱いを受けており、これによって本人のモチベーションも下がり体重が増加してしまい、アマチュア時代の投球が影を潜めてしまった。
3年目に本格的に先発ローテーションに入ったものの、この年はチームの成績が低迷し、好投しても勝利投手になることは少なかった。4年目のシーズン初めは先発だったものの、ここでもチーム事情のため抑えに転向、一定の成果を上げる(この年のリリーフのみで成績は7勝5敗15セーブ防御率2.75だった)。それ以降は故障や起用問題の再燃で登板が激減。阪神には6年間在籍し、1998年限りで退団した。
退団後は台湾球界に復帰して中信ホエールズで5年間プレーしたのち、2003年限りで現役を引退した。
1998年12月に開催されたバンコクアジア競技大会の野球チャイニーズタイペイ代表に選出された。
2014年には地元台中市で開催された第1回21U野球ワールドカップのチャイニーズタイペイ代表監督を務め、優勝に導いている。
2016年11月20日に台中インターコンチネンタル野球場で開催された「台湾OB選抜 VS 巨人OB選抜 チャリティー試合」では、11-6とリードしていた9回表に登板（捕手は呂明賜）も、雨天が響き1アウトも取れずに巨人に追いつかれて降板した（11-15で巨人OB選抜の勝利）。
また翌年6月14日には、埼玉西武ライオンズ戦(2回戦)で始球式に登場。見事にストライクを投げた。
甲子園での投球は98年以来だという右腕は、「緊張したけど、マウンドに立つと現役時代を思い出した。」と語った。そして試合前にはトークショーを開催。
2021年現在は、台湾の開南大学で野球部の監督をしている。

## 詳細情報

### 年度別投手成績
| 年 度     | 球 団     | 登 板 | 先 発 | 完 投 | 完 封 | 無 四 球 | 勝 利 | 敗 戦 | セ 丨 ブ | ホ 丨 ル ド | 勝 率 | 打 者 | 投 球 回 | 被 安 打 | 被 本 塁 打 | 与 四 球 | 敬 遠 | 与 死 球 | 奪 三 振 | 暴 投 | ボ 丨 ク | 失 点 | 自 責 点 | 防 御 率 | W H I P |
| --------- | --------- | ----- | ----- | ----- | ----- | -------- | ----- | ----- | -------- | ----------- | ----- | ----- | -------- | -------- | ----------- | -------- | ----- | -------- | -------- | ----- | -------- | ----- | -------- | -------- | ------- |
| 1993      | 阪神      | 27    | 3     | 0     | 0     | 0        | 5     | 4     | 2        | --          | .556  | 225   | 51.1     | 49       | 2           | 27       | 2     | 1        | 48       | 4     | 0        | 24    | 21       | 3.68     | 1.48    |
| 1994      | 阪神      | 49    | 2     | 0     | 0     | 0        | 7     | 5     | 2        | --          | .583  | 369   | 86.0     | 75       | 3           | 38       | 6     | 3        | 70       | 5     | 0        | 32    | 30       | 3.14     | 1.31    |
| 1995      | 阪神      | 30    | 17    | 3     | 2     | 0        | 5     | 12    | 0        | --          | .294  | 501   | 115.0    | 103      | 12          | 64       | 5     | 4        | 92       | 8     | 0        | 48    | 43       | 3.37     | 1.45    |
| 1996      | 阪神      | 45    | 6     | 1     | 1     | 0        | 8     | 9     | 15       | --          | .471  | 451   | 104.1    | 90       | 11          | 48       | 7     | 3        | 81       | 10    | 0        | 47    | 42       | 3.62     | 1.32    |
| 1997      | 阪神      | 5     | 0     | 0     | 0     | 0        | 0     | 0     | 0        | --          | ----  | 24    | 4.2      | 6        | 0           | 4        | 0     | 0        | 3        | 0     | 0        | 4     | 3        | 5.79     | 2.14    |
| 1998      | 阪神      | 11    | 0     | 0     | 0     | 0        | 2     | 1     | 0        | --          | .667  | 69    | 13.2     | 14       | 2           | 13       | 2     | 0        | 5        | 1     | 0        | 9     | 7        | 4.61     | 1.98    |
| 1999      | 和信 中信 | 23    | 23    | 1     | 0     | 0        | 15    | 7     | 0        | 0           | .682  | 635   | 152.2    | 125      | 2           | 55       | 0     | 7        | 134      | 14    | 0        | 60    | 49       | 2.89     | 1.18    |
| 2000      | 和信 中信 | 26    | 22    | 1     | 0     | 0        | 10    | 6     | 2        | 0           | .625  | 570   | 131.2    | 114      | 0           | 68       | 0     | 5        | 107      | 4     | 0        | 52    | 35       | 2.39     | 1.38    |
| 2001      | 和信 中信 | 20    | 1     | 0     | 0     | 0        | 0     | 1     | 11       | 0           | .000  | 105   | 26.2     | 20       | 0           | 5        | 1     | 1        | 25       | 3     | 0        | 10    | 7        | 2.36     | 0.94    |
| 2002      | 和信 中信 | 34    | 1     | 0     | 0     | 0        | 4     | 5     | 16       | 0           | .444  | 221   | 54.1     | 41       | 1           | 20       | 1     | 2        | 54       | 3     | 0        | 23    | 14       | 2.32     | 1.12    |
| 2003      | 和信 中信 | 31    | 12    | 0     | 0     | 0        | 9     | 6     | 8        | 0           | .600  | 418   | 94.1     | 94       | 4           | 36       | 4     | 3        | 95       | 3     | 0        | 44    | 32       | 3.05     | 1.38    |
| NPB：6年  | NPB：6年  | 167   | 28    | 4     | 3     | 0        | 27    | 31    | 19       | --          | .466  | 1639  | 375.0    | 337      | 30          | 194      | 22    | 11       | 299      | 28    | 0        | 164   | 146      | 3.50     | 1.42    |
| CPBL：5年 | CPBL：5年 | 134   | 59    | 2     | 0     | 0        | 38    | 25    | 37       | 0           | .603  | 1949  | 459.2    | 394      | 7           | 184      | 6     | 18       | 415      | 27    | 0        | 189   | 137      | 2.68     | 1.26    |

- 各年度の太字はリーグ最高
- 和信（和信ホエールズ）は、2002年に中信（中信ホエールズ）に球団名を変更

### タイトル
CPBL
- 最多勝利：1回 （1999年）
- 最優秀救援投手：1回 （2002年）

### 表彰
NPB
- JA全農Go・Go賞：1回 （救援賞：1996年7月）

### 記録
NPB
- 初登板：1993年5月20日、対中日ドラゴンズ7回戦（福井県営球場）、8回表に4番手で救援登板、1回無失点
- 初奪三振：同上、8回表に中村武志から
- 初先発：1993年5月26日、対横浜ベイスターズ10回戦（横浜スタジアム）、2回1/3を5失点で敗戦投手
- 初勝利：1993年7月9日、対読売ジャイアンツ15回戦（阪神甲子園球場）、9回表に2番手で救援登板・完了、1回無失点
- 初セーブ：1993年7月13日、対中日ドラゴンズ13回戦（阪神甲子園球場）、9回表に2番手で救援登板・完了、1回無失点
- 初先発勝利：1995年5月27日、対横浜ベイスターズ6回戦（阪神甲子園球場）、6回2失点
- 初完投勝利・初完封勝利：1995年6月21日、対横浜ベイスターズ11回戦（横浜スタジアム）

### 背番号
- 20 （1993年 - 1998年）
- 25 （1999年 - 2003年）

### 代表歴
- 1992年バルセロナオリンピック野球チャイニーズタイペイ代表
- 1998年アジア競技大会野球チャイニーズタイペイ代表